# Erebia tristis
Erebia tristis är en fjärilsart som beskrevs av Herrich-Schäffer 1847. Erebia tristis ingår i släktet Erebia och familjen praktfjärilar. Inga underarter finns listade i Catalogue of Life.